# 囊西
囊西（壮文：Nanghsij）系田林县东面的一座小型丘陵。土山，红砂壤土质。Nangh即山坡，sij则得名于其中一条名为“渭西”（vijsij）的小溪。海拔610米。山坡上有少量小型灌木，多生杂草。